# موگورو
موگورو (به ایتالیایی: Mogoro) یک کومونه در ایتالیا است که در استان اریستانو واقع در ۶۰ کیلومتری (۳۷ مایل) شمال غرب کالیاری و حدود ۳۰ کیلومتر (۱۹ مایل) جنوب شرق اوریستانو می‌باشد.

## خصوصیات
موگورو ۴۸٫۹ کیلومترمربع مساحت و ۴٬۶۵۷ نفر جمعیت دارد.